# Wood Ridge
Wood Ridge är en bergstopp i Antarktis. Den ligger i Östantarktis. Nya Zeeland gör anspråk på området. Toppen på Wood Ridge är 1 977 meter över havet, eller 263 meter över den omgivande terrängen. Bredden vid basen är 9,4 km.
Terrängen runt Wood Ridge är huvudsakligen kuperad, men västerut är den platt. Trakten är obefolkad. Det finns inga samhällen i närheten.